# Шилато
Шилато (итал. Scillato) је насеље у Италији у округу Палермо, региону Сицилија.
Према процени из 2011. у насељу је живело 597 становника. Насеље се налази на надморској висини од 242 м.

## Становништво
Према резултатима пописа становништва 2011. у општини је живело 627 становника.
| 1931. | 1936. | 1951. | 1961. | 1971. | 1981. | 1991. | 2001. | 2011. |
| ----- | ----- | ----- | ----- | ----- | ----- | ----- | ----- | ----- |
| 797   | 1.030 | 1.009 | 1.022 | 857   | 790   | 806   | 706   | 627   |